# Agrostis
Agrostis L., 1753 è un genere di piante erbacee della famiglia delle Poacee (o Gramineae, nom. cons.), comprendente quasi 200 specie annue o perenni, comuni in prati incolti e usate per il foraggio.

## Tassonomia
Il genere comprende le seguenti specie:
- Agrostis ambatoensis Asteg.
- Agrostis × amurensis Prob.
- Agrostis anadyrensis Soczava
- Agrostis angrenica (Butk.) Tzvelev
- Agrostis × aquitanica Romero Zarco & Romero García
- Agrostis arvensis Phil.
- Agrostis atlantica Maire & Trab.
- Agrostis australiensis Mez
- Agrostis × avatschensis Prob.
- Agrostis balansae (Boiss.) Tzvelev
- Agrostis barikii P.Agnihotri & D.Prasad
- Agrostis basalis Luces
- Agrostis bergiana Trin.
- Agrostis berlandieri E.Fourn. ex Hemsl.
- Agrostis bettyae S.W.L.Jacobs
- Agrostis × bjoerkmannii Widén
- Agrostis blasdalei Hitchc.
- Agrostis boormanii Vickery
- Agrostis bourgeaei E.Fourn.
- Agrostis boyacensis Swallen & Garc.-Barr.
- Agrostis brachiata Munro ex Hook.f.
- Agrostis brachyathera Steud.
- Agrostis breviculmis Hitchc.
- Agrostis burmanica Bor
- Agrostis calderoniae Acosta
- Agrostis canina L.
- Agrostis capillaris  L.
- Agrostis carmichaeli Schult. & Schult.f.
- Agrostis castellana Boiss. & Reut.
- Agrostis × castriferrei Waisb.
- Agrostis clavata Trin.
- Agrostis × clavatiformis Prob.
- Agrostis clemensiorum Bor
- Agrostis comorensis A.Camus
- Agrostis congestiflora Tutin & E.F.Warb.
- Agrostis continuata Stapf
- Agrostis cypricola H.Lindb.
- Agrostis czernjaginae Prob.
- Agrostis decaryana A.Camus
- Agrostis delislei Hemsl.
- Agrostis densiflora Vasey
- Agrostis diemenica D.I.Morris
- Agrostis divaricatissima Mez
- Agrostis dshungarica (Tzvelev) Tzvelev
- Agrostis dyeri Petrie
- Agrostis elliotii Hook. ex Scott-Elliot
- Agrostis elliottiana Schult.
- Agrostis emirnensis (Baker) Bosser
- Agrostis exarata Trin.
- Agrostis filipes Hook.f.
- Agrostis flaccida Hack.
- Agrostis foliata Hook.f.
- Agrostis × fouilladei P.Fourn.
- Agrostis gariana Taheri
- Agrostis ghiesbreghtii E. Fourn.
- Agrostis gigantea Roth
- Agrostis × gigantifera Portal
- Agrostis glabra (J.Presl) Kunth
- Agrostis goughensis C.E.Hubb.
- Agrostis gracilifolia C.E.Hubb.
- Agrostis gracililaxa Franco
- Agrostis griffithiana (Hook.f.) Bor
- Agrostis hallii Vasey
- Agrostis × hegetschweileri Brügger
- Agrostis hendersonii Hitchc.
- Agrostis hesperica Romero García, Blanca, G.López & C.Morales
- Agrostis hideoi Ohwi
- Agrostis hirta Veldkamp
- Agrostis holgateana C.E.Hubb.
- Agrostis hookeriana C.B.Clarke ex Hook.f.
- Agrostis hooveri Swallen
- Agrostis howellii Scribn. ex Vasey
- Agrostis hugoniana Rendle
- Agrostis humbertii A.Camus
- Agrostis hyemalis (Walter) Britton, Sterns & Poggenb.
- Agrostis hygrometrica Nees
- Agrostis idahoensis Nash
- Agrostis imbecilla Zotov
- Agrostis imberbis Phil.
- Agrostis inaequiglumis Griseb.
- Agrostis inconspicua Kunze
- Agrostis infirma Buse
- Agrostis innominata Enustsch.
- Agrostis insularis  Rúgolo & A.M.Molina
- Agrostis isopholis C.E.Hubb.
- Agrostis jahnii Luces
- Agrostis joyceae S.W.L.Jacobs
- Agrostis juressii Link
- Agrostis keniensis Pilg.
- Agrostis kilimandscharica Mez
- Agrostis koelerioides É.Desv.
- Agrostis kolymensis Kuvaev & A.P.Khokhr.
- Agrostis korczaginii Senjan.-Korcz.
- Agrostis kurczenkoae Prob.
- Agrostis lacuna-vernalis P.M. Peterson & R. J. Soreng
- Agrostis laegaardii A.M.Molina & Rúgolo
- Agrostis × lapenkoi Prob.
- Agrostis laxissima Swallen
- Agrostis lazica Balansa
- Agrostis lehmannii Swallen
- Agrostis lenis Roseng.
- Agrostis leptotricha É.Desv.
- Agrostis longiberbis Hack. ex Lor.B.Sm.
- Agrostis mackliniae Bor
- Agrostis mannii (Hook.f.) Stapf
- Agrostis marojejyensis A.Camus
- Agrostis masafuerana Pilg.
- Agrostis media Carmich.
- Agrostis mertensii Trin.
- Agrostis merxmuelleri Greuter & H.Scholz
- Agrostis meyenii Trin.
- Agrostis micrantha Steud.
- Agrostis microphylla Steud.
- Agrostis montevidensis Spreng. ex Nees
- Agrostis muelleriana Vickery
- Agrostis munroana Aitch. & Hemsl.
- Agrostis × murbeckii Fouill.
- Agrostis muscosa Kirk
- Agrostis musjidii Rajesw., R.R.Rao & Arti Garg
- Agrostis nebulosa Boiss. & Reut.
- Agrostis nervosa Nees ex Trin.
- Agrostis neshatajevae Prob.
- Agrostis nevadensis Boiss.
- Agrostis nevskii Tzvelev
- Agrostis × novograblenovii Prob.
- Agrostis olympica (Boiss.) Bor
- Agrostis oregonensis Vasey
- Agrostis oresbia Edgar
- Agrostis osakae Honda
- Agrostis pallens Trin.
- Agrostis pallescens Cheeseman
- Agrostis × paramushirensis Prob.
- Agrostis parviflora R.Br.
- Agrostis paulsenii Hack.
- Agrostis pendryi Paszko
- Agrostis peninsularis  Hook.f.
- Agrostis perennans (Walter) Tuck.
- Agrostis personata Edgar
- Agrostis peschkovae Enustsch.
- Agrostis petriei Hack.
- Agrostis philippiana Rúgolo & De Paula
- Agrostis phillipsiae R.Kr.Singh, Arigela & Ch.S.Reddy
- Agrostis pilgeriana C.E.Hubb.
- Agrostis pilosula Trin.
- Agrostis pittieri Hack.
- Agrostis platensis Parodi
- Agrostis pleiophylla Mez
- Agrostis pourretii Willd.
- Agrostis preissii (Nees) Vickery
- Agrostis producta Pilg.
- Agrostis propinqua S.W.L.Jacobs
- Agrostis quinqueseta (Steud.) Hochst.
- Agrostis reuteri Boiss.
- Agrostis rossiae Vasey
- Agrostis rupestris  All.
- Agrostis salaziensis C.Cordem.
- Agrostis salsa Korsh.
- Agrostis sandwicensis Hildebr.
- Agrostis × sanionis Asch. & Graebn.
- Agrostis scabra Willd.
- Agrostis scabrifolia Swallen
- Agrostis schischkinii Paszko
- Agrostis schmidii (Hook.f.) Bor
- Agrostis schraderiana Bech.
- Agrostis sclerophylla C.E.Hubb.
- Agrostis serranoi Phil.
- Agrostis sichotensis Prob.
- Agrostis sikkimensis Bor
- Agrostis sinocontracta S.M.Phillips & S.L.Lu
- Agrostis sinorupestris  L.Liu ex S.M.Phillips & S.L.Lu
- Agrostis × stebleri (Asch. & Graebn.) Portal
- Agrostis stolonifera L.
- Agrostis × subclavata Prob.
- Agrostis subpatens Hitchc.
- Agrostis subrepens (Hitchc.) Hitchc.
- Agrostis subspicata (Willd.) Raspail
- Agrostis subulata Hook.f.
- Agrostis subulifolia Stapf
- Agrostis swalalahos Otting
- Agrostis tandilensis (Kuntze) Parodi
- Agrostis tateyamensis Tateoka
- Agrostis taylorii C.E.Hubb.
- Agrostis tenerrima Trin.
- Agrostis thompsoniae S.W.L.Jacobs
- Agrostis tibestica Miré & Quézel
- Agrostis tilenii G.Nieto Fel. & Castrov.
- Agrostis tolucensis Kunth
- Agrostis × torgesii Portal
- Agrostis trachychlaena C.E.Hubb.
- Agrostis trachyphylla Pilg.
- Agrostis trisetoides Steud.
- Agrostis truncata Charit.
- Agrostis tsaratananensis A.Camus
- Agrostis tsiafajavonensis A.Camus
- Agrostis tsitondroinensis A.Camus
- Agrostis turrialbae Mez
- Agrostis tuvinica Peschkova
- Agrostis uliginosa Phil.
- Agrostis umbellata Colla
- Agrostis ushae Noltie
- Agrostis × ussuriensis Prob.
- Agrostis valvata Steud.
- Agrostis variabilis Rydb.
- Agrostis venezuelana Mez
- Agrostis venusta Trin.
- Agrostis vidalii Phil.
- Agrostis vinealis Schreb.
- Agrostis volkensii Stapf
- Agrostis wacei C.E.Hubb.
- Agrostis zenkeri Trin.